# M'Tsangamouji
M'Tsangamouji is een gemeente in het Franse departement Mayotte, een eiland ten noorden van de Straat Mozambique. In 2017 had de gemeente 6.432 inwoners.
De bevolking leeft voornamelijk van de landbouw en de visserij. In de tweede helft van de 19e eeuw was hier een fabriek voor de verwerking van rietsuiker, maar deze werd verwoest in een cycloon.

## Geografie
De gemeente ligt in het noordwesten van het eiland Grande-Terre. Naast M'Tsangamouji, het centrum, bestaat de gemeente ook uit de dorpen Chembényoumba en M'liha.